# 5703 Hevelius
För andra betydelser, se Hevelius.
5703 Hevelius eller 1931 VS är en asteroid i huvudbältet, som upptäcktes 15 november 1931 av den tyske astronomen Karl Wilhelm Reinmuth i Heidelberg. Den har fått sitt namn efter den polsk-tyske astronomen Johannes Hevelius.
Asteroiden har en diameter på ungefär 5 kilometer och den tillhör asteroidgruppen Eunomia.